# Östra Fulltofta (naturreservat)
Östra Fulltofta är ett av tre naturreservat i naturområdet Fulltofta i Hörby kommun i Skåne län.
Området är naturskyddat sedan 2016 och är 76 hektar stort. Det består främst av ädellövskog.
I reservatets nordöstra hörn finns Sankta Magnhilds källa.